# 聖若翰洗者聖殿

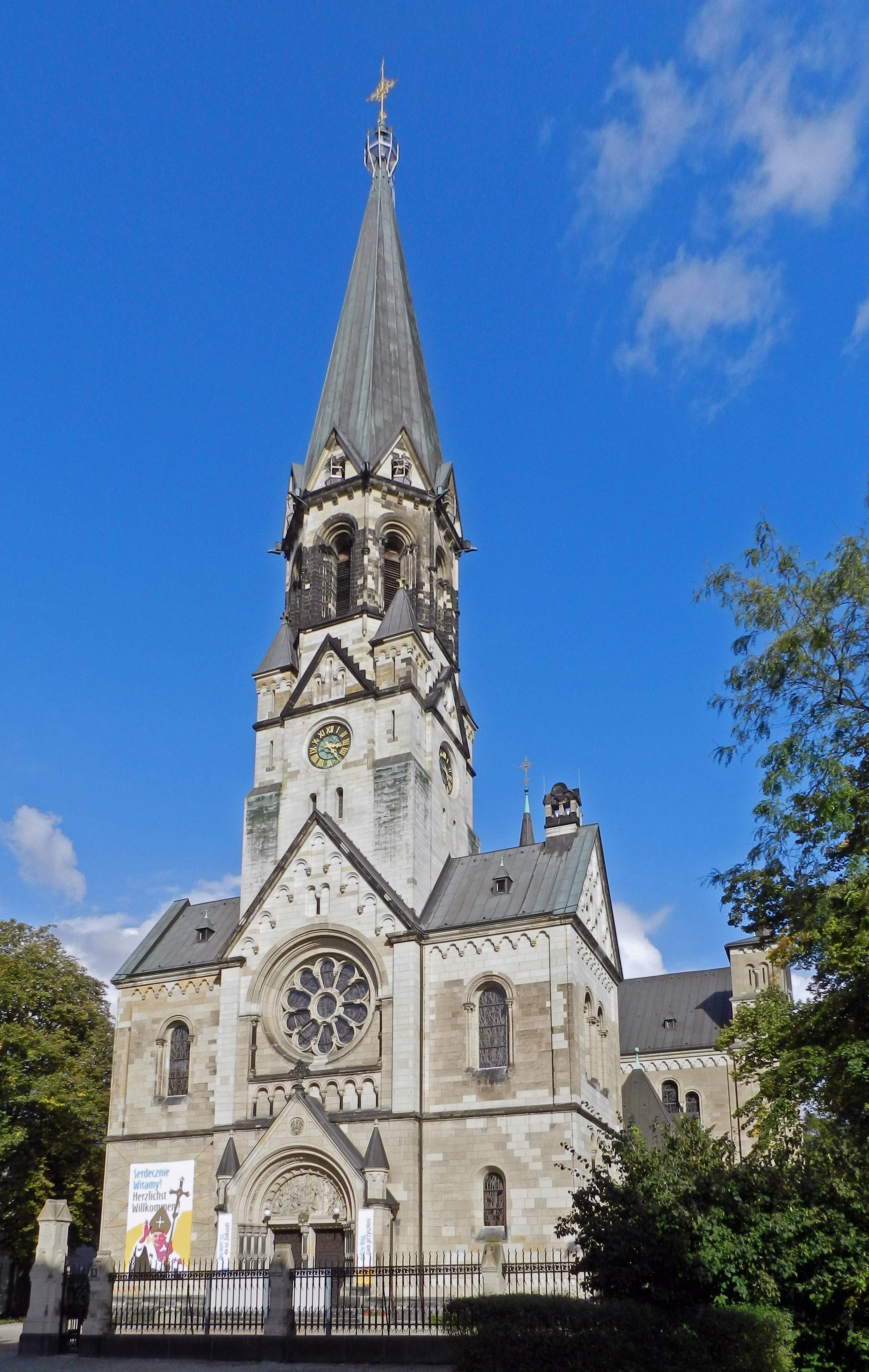
聖若翰洗者聖殿

聖若翰洗者聖殿是德國首都柏林的一座羅馬天主教的教堂。這座教堂也是德國軍隊天主教會的主教座堂。教堂始建於1894年，並在1897年竣工。